# Okenia plana
Okenia plana är en snäckart som beskrevs av Baba 1960. Okenia plana ingår i släktet Okenia och familjen Goniodorididae. Inga underarter finns listade i Catalogue of Life.